# Palazzo dei Tribunali

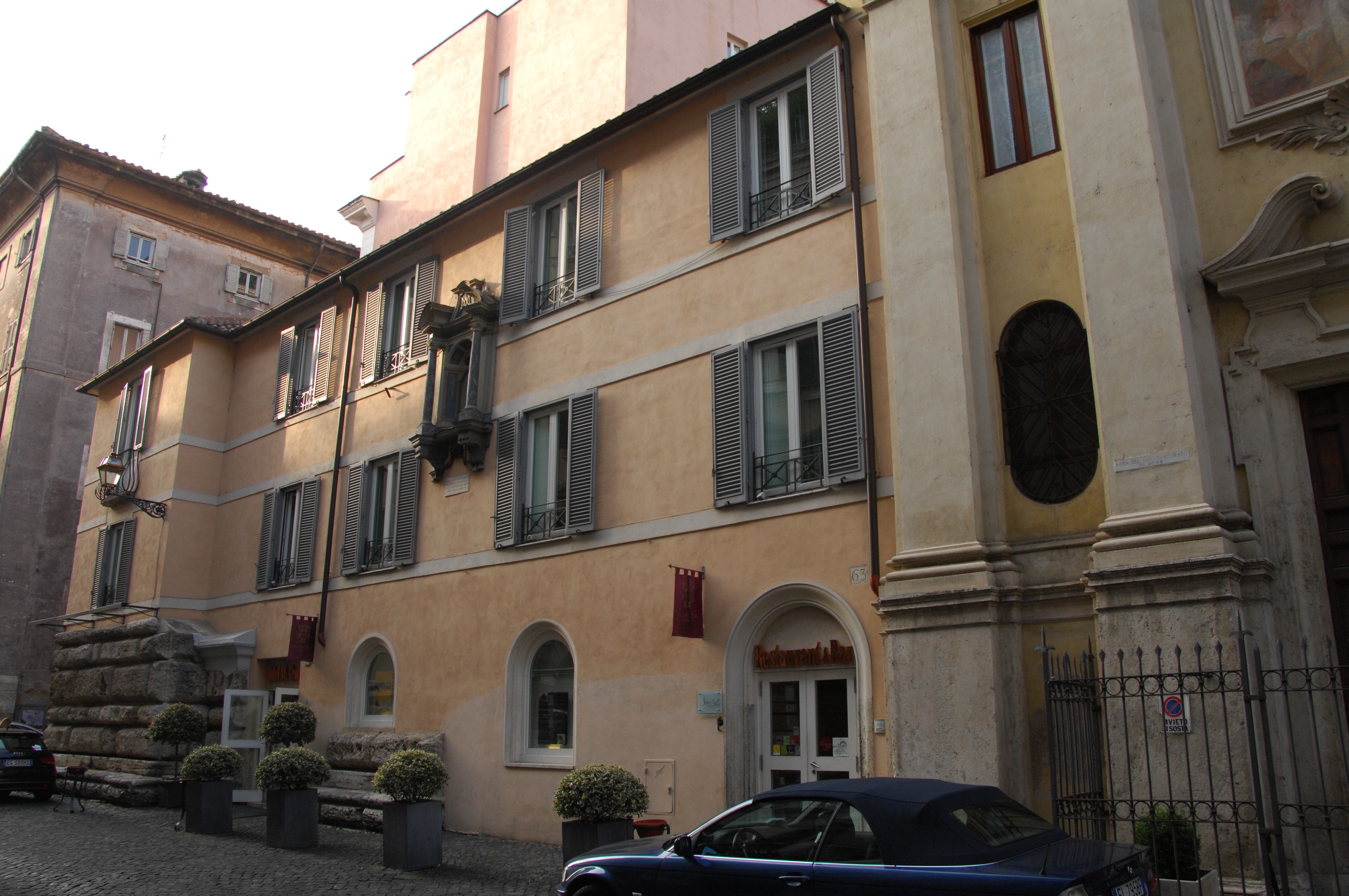
Vista da fachada do Hotel St. George, construído no local onde ficava o palácio. As ruínas do palácio original são bem visíveis à esquerda. À direita está a igreja de San Biagio della Pagnotta, também construída no local.

Palazzo dei Tribunali, conhecido também como Palazzo di san Biagio della Pagnotta, foi um palácio renascentista localizado no número 62 da Via Giulia, entre o Vicolo del Cefalo e a Via del Gonfalone, no rione Ponte de Roma. Foi um projeto do arquiteto Donato Bramante que jamais foi completado e cujas obras inacabadas, ainda visíveis, acabaram sendo sobrepostas por outros edifícios, incluindo a igreja de San Biagio della Pagnotta. No local atualmente funciona o Hotel St. George. Os romanos chamam estas ruínas de Sofà di via Giulia.

## História

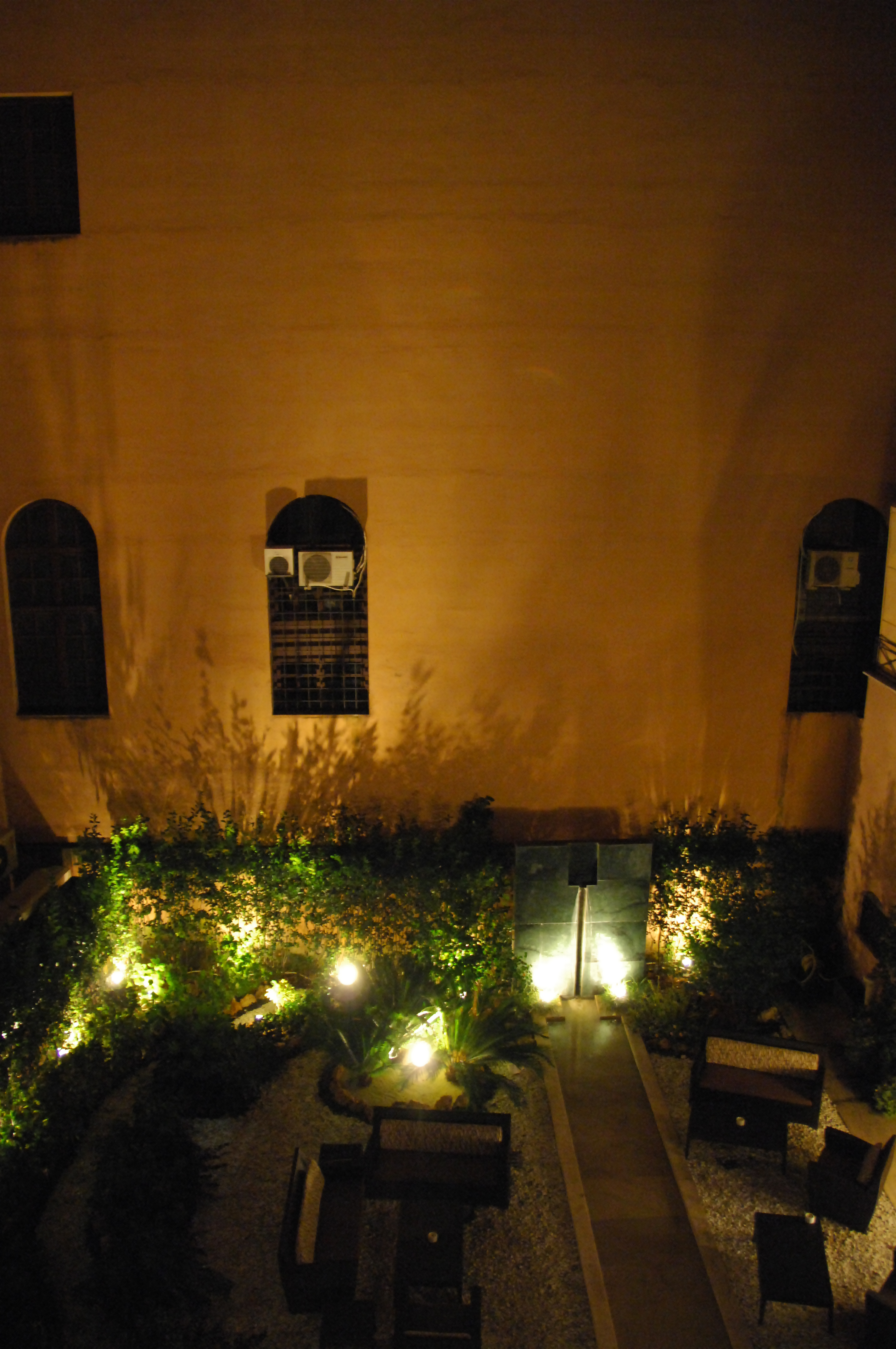
Vista do pátio interno.

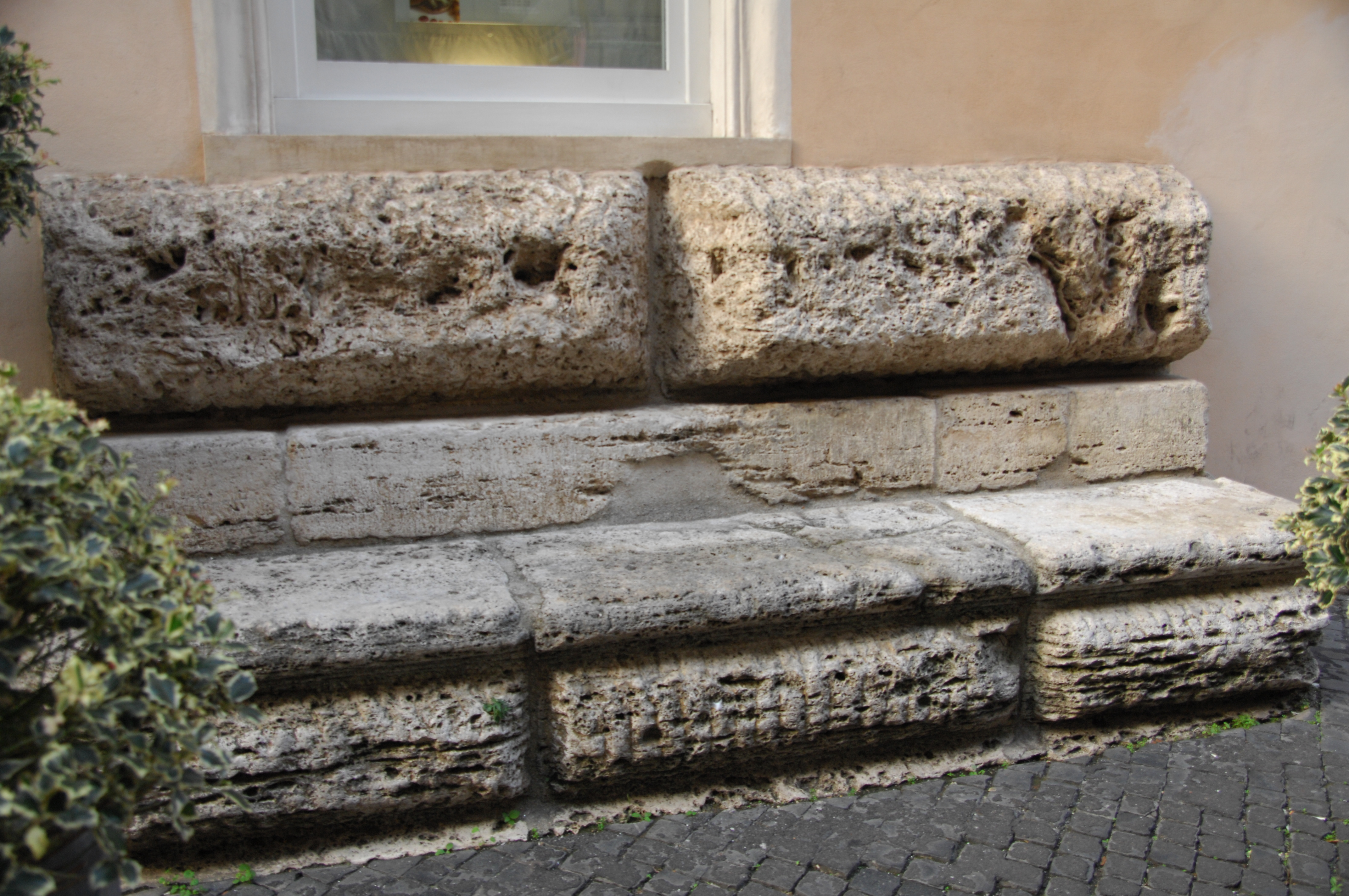
O Sofà di Via Giulia, remanescente do palácio original de Bramante.

O projeto deste palácio, localizado nas imediações da igreja de San Biagio degli Armeni, foi encomendado a Donato Bramante por volta de 1506 pelo papa Júlio II, que queria uma sede única para os vários tribunais civis, eclesiásticos e penais de Roma. O local escolhido, entre a Via del Gonfalone e o Vicolo del Cefalo, ficava de frente para a Via Giulia, a nova estrada, esta também aberta por desejo do papa para ligar o quarteirão florentino em Ponte à Ponte Sisto, construída por seu tio, o papa Sisto IV. 
O projeto previa uma grandiosa fachada na Via Giulia, um grande pátio central rodeado por pórticos em dois andares e uma capela num eixo simétrico. A estrutura seria enorme e de grande majestade, ocupando o espaço de dois palácios de frente para uma grande praça. A fachada posterior chegaria até a margem do Tibre. As obras começaram por volta de 1508, mas acabaram interrompidas já em 1511, quando pelo menos uma parte do piso térreo já estava pronta, como mostra um desenho de Baldassarre Peruzzi (Uffizi 109 A). A estrutura chegou a ser construída até o primeiro piso e permaneceu incompleta por algumas décadas. Em seguida, depois da morte do pontífice e do arquiteto, o projeto foi abandonado e a estrutura foi entregue, em 1547, pelo papa Paulo III Farnese a Francesco del Nero; sobre o que já estava pronto foram construídos edifícios privados, reutilizando parcialmente as fundações e o piso, ainda hoje visíveis em alguns trechos. Os tribunais acabaram sendo reunidos no enorme Palazzo di Montecitorio. A igreja dos armênios foi reconstruída no século XVIII e foi rebatizada como San Biagio della Pagnotta.
Atualmente, os edifícios no local foram convertidos num hotel de luxo pelo arquiteto Lorenzo Bellini, responsável também pelo projeto de decoração do interior, e pelo engenheiro Nello Nardini. O Hotel St. George conta também com um sofisticado restaurante, chamado I Sofà di Via Giulia.

## Descrição
O edifício representa uma evolução da tipologia desenvolvida e utilizada por Bramante no Palazzo Caprini. As características arquitetônicas do palácio são conhecidas apenas através de um esboço de Fra' Giocondo, feito durante sua estadia em Roma. Também no Palazzo dei Tribunali, assim como no Palazzo Caprini, estava presente um piso térreo revestido de uma poderosa rusticação no nível mais baixo, servindo de base alta para uma ordem que dividiria a fachada com colunas em relevo. Esta base era constituída pelo piso térreo destinado a uso comercial, com um longo banco de rua entre as aberturas das lojas e pelo mezzanino. O piso nobre apresentava arcos enquadrados na mesma ordem seguindo uma concatenação clássica muito utilizada por Bramante. A planta do edifício, representada também no desenho de Peruzzi e provavelmente autografado por Bramante, revela pequenos torreões nas quatro esquinas. Alguns destes bancos, ainda existentes, são chamados pelos romanos de Sofà di Via Giulia.